# Vittarville
Vittarville – miejscowość i gmina we Francji, w regionie Grand Est, w departamencie Moza.
Według danych na rok 1990 gminę zamieszkiwały 83 osoby, a gęstość zaludnienia wynosiła 10 osób/km² (wśród 2335 gmin Lotaryngii Vittarville plasuje się na 962. miejscu pod względem liczby ludności, natomiast pod względem powierzchni na miejscu 723.).